# Cesare Monti (cardinale)
Cesare Monti (Milano, 15 maggio 1594 – Milano, 16 agosto 1650) è stato un cardinale italiano.
Tra i principali esponenti della politica ecclesiastica di papa Urbano VIII, venne nominato ambasciatore pontificio a Napoli ed a Madrid, sede quest'ultima dove negli anni svolse un accurato lavoro per ricucire e mantenere salde le relazioni tra il regno di Spagna e la Santa Sede malgrado i continui contraccolpi della politica ecclesiastica, di quella internazionale e delle guerre che dilaniarono l'Europa della prima metà del XVII secolo e di cui il Monti fu protagonista attivo anche con la gestione dell'arcidiocesi di Milano che gli venne affidata dal 1633.

## Biografia

### I primi anni

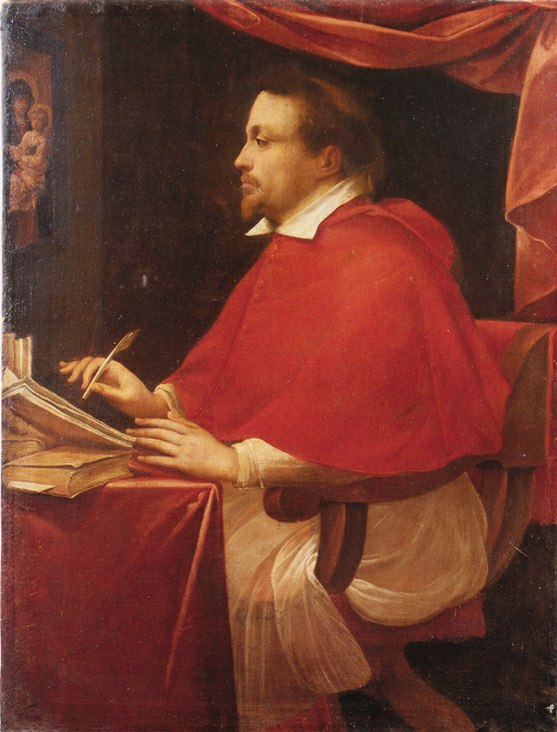
Il cardinale Federico Borromeo, cugino del Monti, lo favorì nella sua ascesa nella carriera ecclesiastica

Cesare Monti nacque a Milano, figlio secondogenito di Princivalle Monti, signore di Agaro e Costa, e di sua moglie Anna Landriani; era imparentato con il cardinale milanese Federico Borromeo che gli aprì la strada verso la curia romana. Il padre, già membro del collegio dei giureconsulti e vicario di provvisione a Milano, apparteneva ad una famiglia della nobiltà di toga (che aveva dato i natali, anni prima, al geografo Urbano Monti).
Dedicatosi agli studi giuridici, ottenne ben presto il dottorato in Legge presso l'Università degli Studi di Pavia come alunno dell'Almo Collegio Borromeo nel 1617 e venne iscritto al Collegio dei Dottori di Milano, per poi esercitare l'avvocatura a Roma.
Nel 1618 ottenne la carica di Referendario dei Tribunali della Signatura Apostolica di Giustizia e Grazia, divenendo anche Prelato della Sacra Consulta ed ottenendo il titolo di protonotario apostolico.
Nominato Consultore Supremo dell'Inquisizione Romana e Universale, ne fu successivamente Assessore grazie anche alla stima che ottenne presso il cardinale Maffeo Barberini, poi asceso al soglio pontificio col nome di Urbano VIII. Il nuovo pontefice gli affidò il delicato compito di indagare sulla vicenda di Isabella Gonzaga di Novellara, accusata dal secondo marito Vincenzo II Gonzaga, di stregoneria, e che per questo desiderava l'annullamento del matrimonio dei due. Nel dicembre del 1623 il cardinale Ludovico Ludovisi, con l'avallo del pontefice, nominò Monti quale proprio sostituto nella carica di uditore delle cause relative alla congregazione per la Propaganda Fide.

### Le nunziature apostolica di Napoli e di Spagna
Nunzio Apostolico a Napoli (17 aprile 1627), ebbe come primo compito quello di indurre il viceré locale Antonio Álvarez de Toledo y Beaumont, duca d'Alba, ad evitare di accondiscendere alla richiesta dell'ambasciatore spagnolo a Roma, Iñigo Vélez de Guevara y Tassis, conte di Oñate, di inviargli 30 soldati spagnoli come guardia del corpo, atto che la curia romana considerava lesivo della sovranità papale. Malgrado gli sforzi del Monti, il viceré inviò i suoi soldati a Roma e decise nel contempo di schierare delle truppe in Abruzzo, ai confini fra il Regno di Napoli e lo Stato della Chiesa, a scopo intimidatorio. Monti intervenne prontamente ancora una volta ed in questo caso con successo, facendo recedere i soldati. Durante il suo anno di permanenza a Roma, compose l'opera "Relatione della nuntiatura e colletteria di Napoli" nella quale si premurò di esaminare anche tutte le questioni giurisdizionali che erano oggetto di contenzioso tra la nunziatura napoletana e le autorità laiche locali.
Nel 1628 venne nominato Nunzio Apostolico straordinario in Spagna, col fine di negoziare con il re la pace in Italia, afflitta dalla guerra che andava consumandosi a Mantova. Giunto inizialmente per affiancare il nunzio ordinario Giovanni Battista Pamphili, la sua nomina fu una vera prova di fiducia che il pontefice gli dimostrò. Riuscì brillantemente nell'impresa grazie alle proprie doti diplomatiche, l'anno successivo venne nominato ufficialmente Nunzio apostolico in Spagna dopo che venne concessa la porpora cardinalizia al Pamphili. Dal momento che da diversi secoli era prassi consolidata attribuire la nunziatura ad ecclesiastici di rango episcopale, Urbano VIII concesse al Monti di ottenere in pochi giorni gli ordini minori e maggiori e quindi essere consacrato patriarca di Antiochia, cerimonia che si svolse nel gennaio del 1630 nella cappella del palazzo reale del Buen Retiro, alla presenza del re Filippo IV di Spagna e dell'intera corte.
Col tempo però le relazioni tra la corte spagnola e quella papale si deteriorarono per le critiche di Filippo IV alla politica di Urbano VIII e di conseguenza la posizione del nunzio si fece sempre più delicata e nel contempo difficile, ancor più dopo che il sovrano spagnolo scoprì che lo stesso pontefice stava tramando con la sua diplomazia per dividere il fronte della casa d'Asburgo ed a favorire in funzione anti-imperiale l'alleanza tra la Baviera e la Francia, alleate della Svezia. Monti dovette intervenire a tutela della giurisdizione ecclesiastica ed in favore di alcuni ecclesiastici spagnoli gravati da nuove imposte come quella sul sale, ottenendo la revoca dei decreti grazie ancora una volta ad un abile lavoro operato direttamente su Filippo IV. Con l'opposizione a Urbano VIII, il potente ministro duca-conte di Olivares iniziò a sospettare anche dell'attività del nunzio ed in modo particolare a controllare le somme di denaro che egli inviava costantemente verso Roma dal momento che in Spagna egli era anche collettore apostolico.
Il re ed il ministro convocarono dunque subito una "giunta per gli abusi di roma e della nunziatura" che ammonì severamente il nunzio e lo invitò a non intromettersi nelle questioni riguardanti il clero spagnolo e gli affari politici ed economici del regno. L'apice dei contrasti tra Spagna e Santa Sede venne raggiunto nel marzo del 1632 quando il cardinale Gaspar de Borja, fiancheggiato dai rappresentanti della corona spagnola, accusò in concistoro Urbano VIII di tramare apertamente per la rovina della casa d'Asburgo.

### Arcivescovo a Milano e la nomina cardinalizia

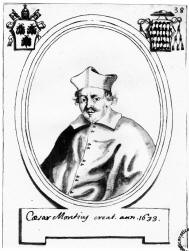
Stampa del 1633 rappresentante il cardinale Cesare Monti

Nel frattempo, dal 21 settembre 1631, si aprì anche l'annosa questione della designazione di un nuovo arcivescovo per la diocesi di Milano dopo la scomparsa di Federico Borromeo. Ignorando le richieste dei rappresentanti della città di nominare un ecclesiastico milanese per quella carica, Urbano VIII scelse per sostituirlo il cardinale Girolamo Colonna. Filippo IV e i suoi ministri, però, pur non osteggiando direttamente il Colonna ma la politica di Urbano VIII, si rifiutarono di concedere il regio assenso sulla presa di possesso della diocesi cogliendo la scusa che il candidato designato non fosse, come da tradizione, suddito del ducato milanese. Di fronte a questo atteggiamento irremovibile, il papa nominò nell'estate del 1632 proprio Cesare Monti che disponeva di tutte le caratteristiche richieste da Filippo IV. La nomina del Monti alla carica di arcivescovo fu resa pubblica il 20 dicembre 1632, ma poté ottenere la sede solo nel maggio del 1633 quando finalmente il sovrano spagnolo gli concesse piena fiducia. Il Monti rimase inoltre anche nunzio a Madrid, dove nel dicembre 1633 venne informato della sua promozione cardinalizia, che però il pontefice proclamò in seguito di aver già deciso in pectore dal novembre del 1629. Giunse a Roma nel maggio 1634 per ricevere la berretta cardinalizia.
Da arcivescovo il Monti dovette da subito occuparsi dei contrasti sorti nella curia milanese dove il vicario arcivescovile nominato dal capitolo della cattedrale metropolitana si stava dibattendo col canonico Juan Gutiérrez, economo generale dello stato di Milano per l'amministrazione dei beni ecclesiastici rimasti vacanti. Allo scopo di sbloccare la situazione, il cardinale Monti decise di inviare suo cugino Giulio Monti alla corte di Madrid nel 1634 per esporre le sue ragioni presso il re di Spagna, ma nel frattempo si può dire che la situazione si risolse da sé, ovvero il governatore dello stato di Milano, il cardinale Gil de Albornoz, senza attendere ulteriori disposizioni da Madrid, dispose la consegna dei beni arcivescovili al nuovo nominato.
Monti fece il suo solenne ingresso a Milano il 29 aprile 1635 con gran furor di popolo e con la creazione di molte decorazioni in legno che adornavano case, vie e piazze. Si occupò quindi della moralità del clero ambrosiano ed emanò degli editti appositi per risolvere le controversie sorte durante la sua assenza, regolando anche la collazione dei benefici ecclesiastici e l'attività dell'inquisizione, ottenendo dal Santo Uffizio anche il potere di assolvere gli eretici pentiti. Negli anni del suo episcopato celebrò due sinodi diocesani (nel 1636 e nel 1640) e compì una visita pastorale dell'intera arcidiocesi (1636) portando a compimento la realizzazione del seminario maggiore di Milano e di quello di Monza nel 1638.

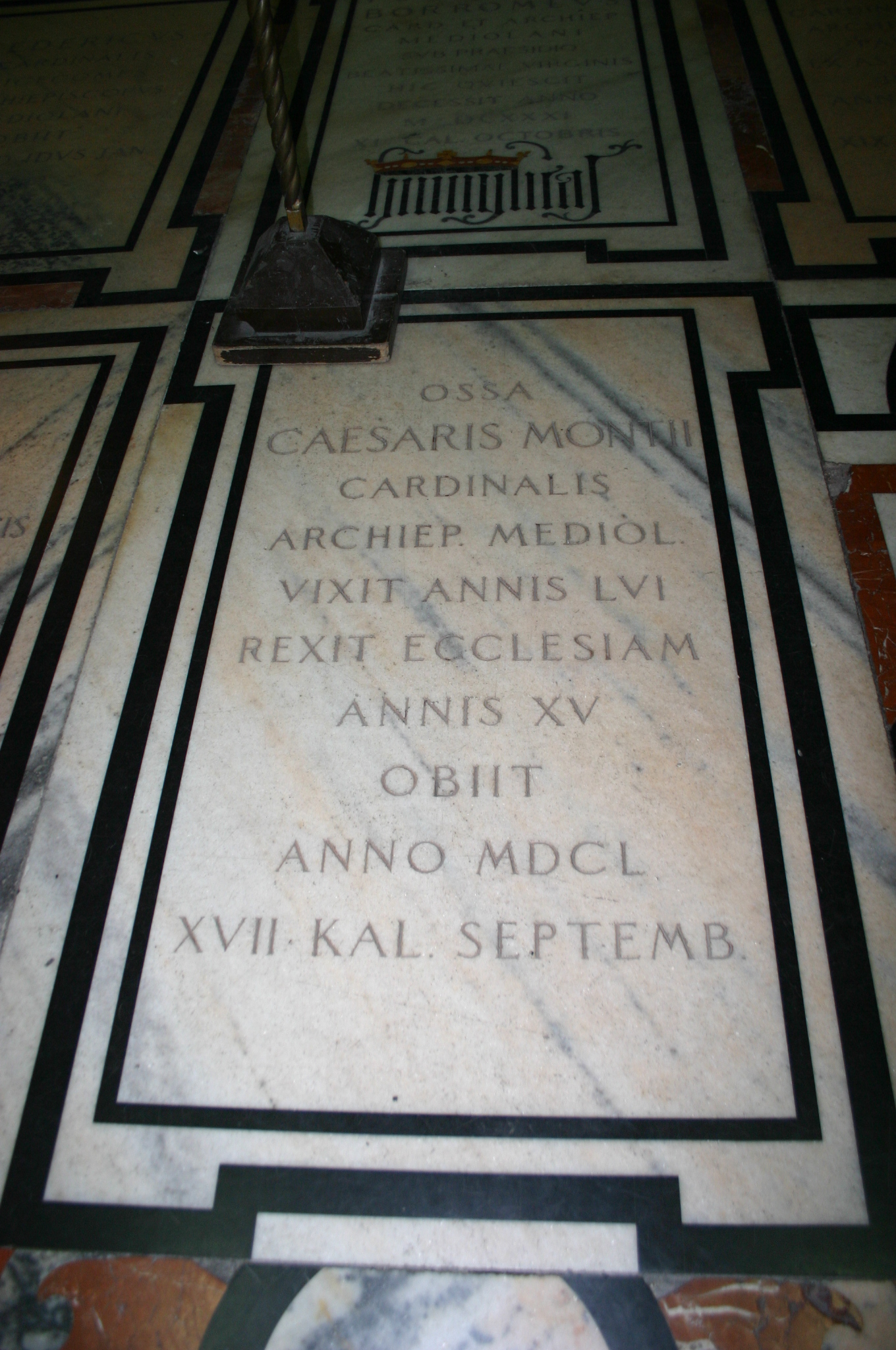
Tomba del cardinale Cesare Monti nel Duomo di Milano.

Monti appoggiò fortemente dei movimenti laici che si occupavano di assistere le prostitute pentite, ottenendo per questo anche l'appoggio di importanti esponenti del governo milanese, ed egli stesso fondò nel 1641 il conservatorio dedicato a Santa Pelagia, destinato appunto ad accogliere le giovani meretrici desiderose di redimersi. Oltre a questo il Monti a Milano fu particolarmente attivo per l'assistenza del suo popolo durante i 15 anni di guerra in cui il milanese rimase coinvolto, intervenendo anche abilmente nel rapporto tra lo Stato di Milano ed i Grigioni, nel passaggio delle truppe in terra lombarda, e persino nelle tensioni tra la Santa Sede ed il duca di Parma.
Durante il conclave del 1644, a riprova della sua incrollabile fede filo-spagnola, sostenne il cardinale Giovanni Battista Pamphili poi eletto papa, mentre poco prima si era occupato direttamente di sedare le rivolte scoppiate in Valtellina e Valchiavenna tra cattolici e protestanti locali.

### Gli ultimi anni
Morì a Milano il 16 agosto 1650; la salma venne esposta alla venerazione dei fedeli nel Duomo, per poi essere sepolta di fronte all'altare della Madonna dell'Albero, presente all'interno della cattedrale stessa. Nel suo testamento aveva però dato disposizioni di essere sepolto nel Santuario di Concesa, ma i canonici del capitolo della cattedrale milanese non seguirono queste indicazioni "volendo avere nel loro Duomo l'Arcivescovo tanto amato". Lasciò la sua copiosa collezione di opere d'arte, circa 172 dipinti e disegni raccolti presso il Palazzo Sormani da lui acquistato ed eletto a propria residenza, ai suoi successori alla cattedra arcivescovile ambrosiana, con il divieto assoluto di alienarle; trentadue di queste opere ora si trovano nel Museo diocesano di Milano.

## Genealogia episcopale e successione apostolica
La genealogia episcopale è:
- Cardinale Guillaume d'Estouteville, O.S.B.Clun.
- Papa Sisto IV
- Papa Giulio II
- Cardinale Raffaele Riario
- Papa Leone X
- Papa Paolo III
- Cardinale Francesco Pisani
- Cardinale Alfonso Gesualdo
- Papa Clemente VIII
- Cardinale Pietro Aldobrandini
- Cardinale Laudivio Zacchia
- Papa Innocenzo X
- Cardinale Cesare Monti

La successione apostolica è:
- Vescovo Pedro Moya Arjona (1631)
- Arcivescovo Antonio Sotomayor, O.P. (1632)

## Stemma
| Immagine | Blasonatura |
| -------- | --- |
|          | Cesare Monti Cardinale Arcivescovo di Milano Sfioccato d'argento e di rosso (Monti). Lo scudo, accollato a una croce astile patriarcale d'oro, posta in palo, è timbrato da un cappello con cordoni e nappe di rosso. Le nappe, in numero di trenta, sono disposte quindici per parte, in cinque ordini di 1, 2, 3, 4, 5. |

## Albero genealogico
|                                             |                            |                                      | Genitori                              |  |  | Nonni |  |  | Bisnonni          |  |  | Trisnonni    |  |
|                                             |                            |                                      |                                       |  |  |       |  |  | Princivalle Monti |  |  | Enrico Monti |  |
|                                             |                            |                                      |                                       |  |  |       |  |  | Princivalle Monti |  |  | Enrico Monti |  |
|                                             |                            | Maria Daverio                        |                                       |  |  |       |  |  | Princivalle Monti |  |  |              |  |
| Girolamo Monti                              |                            |                                      |                                       |  |  |       |  |  | Princivalle Monti |  |  |              |  |
|                                             |                            | …                                    | …                                     |  |  |       |  |  |                   |  |  |              |  |
|                                             |                            | …                                    | …                                     |  |  |       |  |  |                   |  |  |              |  |
|                                             |                            | …                                    | …                                     |  |  |       |  |  |                   |  |  |              |  |
| Princivalle Monti, signore di Agaro e Costa |                            | …                                    |                                       |  |  |       |  |  |                   |  |  |              |  |
|                                             |                            | Battista Castiglioni, conte palatino | Guarnerio Castiglioni, conte palatino |  |  |       |  |  |                   |  |  |              |  |
|                                             |                            | Battista Castiglioni, conte palatino | Guarnerio Castiglioni, conte palatino |  |  |       |  |  |                   |  |  |              |  |
|                                             |                            | Battista Castiglioni, conte palatino | Anna Gallarati                        |  |  |       |  |  |                   |  |  |              |  |
| Anna Castiglioni                            |                            | Battista Castiglioni, conte palatino |                                       |  |  |       |  |  |                   |  |  |              |  |
|                                             |                            | Anna Francesca Monti                 | Girolamo Monti                        |  |  |       |  |  |                   |  |  |              |  |
|                                             |                            | Anna Francesca Monti                 | Girolamo Monti                        |  |  |       |  |  |                   |  |  |              |  |
|                                             |                            | Anna Francesca Monti                 | …                                     |  |  |       |  |  |                   |  |  |              |  |
| Cesare Monti                                |                            | Anna Francesca Monti                 |                                       |  |  |       |  |  |                   |  |  |              |  |
|                                             | Pietro Francesco Landriani | Giambattista Landriani               |                                       |  |  |       |  |  |                   |  |  |              |  |
|                                             | Pietro Francesco Landriani | Giambattista Landriani               |                                       |  |  |       |  |  |                   |  |  |              |  |
|                                             | Pietro Francesco Landriani | …                                    |                                       |  |  |       |  |  |                   |  |  |              |  |
| Cesare Landriani                            | Pietro Francesco Landriani |                                      |                                       |  |  |       |  |  |                   |  |  |              |  |
|                                             |                            | Camilla Missaglia                    | Giovanni Angelo Missaglia             |  |  |       |  |  |                   |  |  |              |  |
|                                             |                            | Camilla Missaglia                    | Giovanni Angelo Missaglia             |  |  |       |  |  |                   |  |  |              |  |
|                                             |                            | Camilla Missaglia                    | Elena Della Torre                     |  |  |       |  |  |                   |  |  |              |  |
| Anna Maria Landriani                        |                            | Camilla Missaglia                    |                                       |  |  |       |  |  |                   |  |  |              |  |
|                                             |                            | Gabriele Panigarola                  | …                                     |  |  |       |  |  |                   |  |  |              |  |
|                                             |                            | Gabriele Panigarola                  | …                                     |  |  |       |  |  |                   |  |  |              |  |
|                                             |                            | Gabriele Panigarola                  | …                                     |  |  |       |  |  |                   |  |  |              |  |
| Marcella Panigarola                         |                            | Gabriele Panigarola                  |                                       |  |  |       |  |  |                   |  |  |              |  |
|                                             |                            | …                                    | …                                     |  |  |       |  |  |                   |  |  |              |  |
|                                             |                            | …                                    | …                                     |  |  |       |  |  |                   |  |  |              |  |
|                                             |                            | …                                    | …                                     |  |  |       |  |  |                   |  |  |              |  |
|                                             |                            | …                                    |                                       |  |  |       |  |  |                   |  |  |              |  |